# هایاشی هوگو
هایاشی هوگو، هایاشی نوبوآتسو (به ژاپنی: 林鳳岡/林信篤 Hayashi Hōkō)؛ ۱۶۴۴ – ۱۷۳۲) یک فیلسوف اهل ژاپن بود.